# Торкиара
Торкиа̀ра (на италиански: Torchiara) е село и община в Южна Италия, провинция Салерно, регион Кампания. Разположено е на 360 m надморска височина. Населението на общината е 1863 души (към 2014 г.).